# Katarzyna Marszał
Katarzyna Marszał (* 18. Juni 1985 in Brzeziny, Volksrepublik Polen) ist eine polnische Para-Tischtennisspielerin. Sie tritt in der paralympischen Startklasse TT 6 an und ist Weltmeisterin sowie Europameisterin. Sie nahm an den Paralympischen Spielen 2016 teil, wo sie Gold mit der Mannschaft gewann. Marszał leidet an Kollagenose und spielt beim IKS AWF Warschau.

## Titel und Erfolge im Überblick

### Paralympische Spiele
- 2016 in Rio de Janeiro: Gold mit der Mannschaft in Klasse 6–10

### Europameisterschaften
- 2013 in Vejle: Bronze mit der Mannschaft in Klasse 6–8
- 2017 in Lasko: Silber in der Einzelklasse 6, Bronze mit der Mannschaft in Klasse 9–10

### Weltmeisterschaften
- 2010 in Gwangju: Gold in der Einzelklasse 6, Bronze mit der Mannschaft in Klasse 9–10

### Kleinere Turniere
- China Open 2019: Gold in der Einzelklasse 6
- Polish Open 2020: Gold in der Einzelklasse 6, Bronze mit der Mannschaft in Klasse 6–8
- Spanish Open 2020: Silber in der Einzelklasse 6, Gold mit der Mannschaft in Klasse 6–8